# Die Tribute von Panem – Tödliche Spiele
Die Tribute von Panem – Tödliche Spiele (Originaltitel: The Hunger Games) ist der erste Band der dreiteiligen Die-Tribute-von-Panem-Romanreihe von Suzanne Collins.

## Handlung

### Teil 1 – Die Tribute
Die Handlung findet in Panem statt, einem totalitären Staat auf dem Gebiet der ehemaligen USA. Das Land besteht neben dem Kapitol – dem Regierungssitz – aus 12 Distrikten (ein weiterer, dreizehnter Distrikt gilt als zerstört). Jährlich werden sogenannte „Hungerspiele“ veranstaltet. Dabei werden jeweils zwei sogenannte Tribute (Jugendliche zwischen 12 und 18 Jahren) aus jedem Distrikt ausgelost, die in eine künstlich umgestaltete Umwelt ausgesetzt werden, die Arena. Diese wird von „Spielmachern“ aktiv beeinflusst. Das Ziel ist es, die Mitstreiter zu töten, damit man selbst als Sieger aus den Spielen hervorgeht und am Ende eine Belohnung in Form von Geld und einem neuen Haus bekommt. Die Veranstaltung ist eine Machtdemonstration des Kapitols, um Aufstände zu vermeiden.
Die Veranstaltung dient auch zur Unterhaltung für das Kapitol.
Bei der Auslosung der 74. Hungerspiele meldet sich die 16-jährige Katniss Everdeen aus Distrikt 12 freiwillig, damit ihre Schwester Prim, die ausgelost worden ist, nicht in die Arena muss. Sie und Peeta Mellark, der männliche Tribut aus Distrikt 12, fahren zum Kapitol, um sich dort auf die Kämpfe vorzubereiten. Dort werden die Tribute von ihnen zugeteilten Stylisten zurechtgemacht, für Katniss und Peeta sind es Cinna und Portia. Spektakulär aussehende Umhänge, welche die Illusion vermitteln, sie stünden in Flammen, verschaffen den beiden viel Aufmerksamkeit bei der Wagenparade zur Eröffnungsfeier. Sie hoffen, damit Sponsoren zu beeindrucken, die ihnen bei den Hungerspielen lebensnotwendige Geschenke finanzieren, deren ohnehin sehr hohe Preise im Verlauf der Spiele noch weiter ansteigen. Als Katniss im Einzeltraining vor den Spielmachern ihre Fähigkeiten mit Pfeil und Bogen zeigen will, um eine gute Bewertung zu erlangen, wird sie von diesen gar nicht beachtet. Empört über diese Demütigung, schießt sie einen Pfeil direkt in Richtung der Spielmacher und verlässt dann ohne Erlaubnis den Raum. Trotz des Regelbruchs erhält sie aufgrund ihres Temperaments von den Spielmachern die höchste Punktezahl aller Tribute. Im öffentlichen Interview der Tribute gesteht Peeta dem Moderator Caesar Flickerman, dass er in Katniss verliebt sei. Katniss glaubt, das sei nur vorgespielt, um mehr Sponsoren für sie und Peeta zu gewinnen.

### Teil 2 – Die Spiele
Im Kampf um die Waffen in der Arena zu Beginn der Spiele, bei dem elf Tribute ums Leben kommen, wird Katniss angegriffen, bleibt aber unverletzt. In der ersten Nacht bemerkt sie durch Zufall, dass Peeta ein Bündnis mit den „Karrieretributen“ (so werden die Tribute aus den Distrikten 1, 2 und 4 genannt, die ihre ganze Jugend lang für die Hungerspiele trainieren und sich dann mit 18 Jahren freiwillig melden) eingegangen ist, um ihnen bei der Suche nach Katniss zu helfen. Als die Gruppe Katniss findet, flieht sie auf einen Baum, der anschließend von den Karrieretributen belagert wird. Indem sie nach einem Tipp von Rue, dem weiblichen Tribut von Distrikt 11, ein Nest hochgiftiger „Jägerwespen“ auf die Gruppe stürzen lässt, schafft es Katniss, zwei Tribute (Glimmer aus Distrikt 1 und das Mädchen aus Distrikt 4) zu töten und den Rest zu verjagen, erleidet dabei aber selber drei Stiche. Vom Gift halluziniert, schafft es erst der zurückgeeilte Peeta, Katniss zur Flucht zu animieren und ihr damit das Leben zu retten.
Anschließend geht Katniss ein Bündnis mit der kleinen, erst zwölfjährigen Rue ein, die sie sehr an ihre kleine Schwester Prim erinnert, und plant mit ihr, die Vorräte der Karrieretribute zu vernichten, während Rue diese weglockt. Am Tag nach dem Gelingen des Vorhabens wird Rue von dem Jungen aus Distrikt 1 getötet, was Katniss durch seine Tötung rächt. Sie singt Rue in den Tod und umrahmt ihren Körper und das Gesicht mit Wildblüten, um dem Kapitol zu zeigen, dass die Tribute mehr sind als bloße Figuren in den Spielen. Mitten in den Spielen gibt es eine Regeländerung: Wenn zwei Tribute aus demselben Distrikt übrig bleiben, gewinnen sie beide. Diese Änderung wird aufgrund der scheinbaren Liebe zwischen Peeta und Katniss eingeführt, um die Spiele dramatischer zu gestalten. Katniss und Peeta sind beide noch am Leben und hoffen, sie können so beide überleben.

### Teil 3 – Der Sieger
Als Katniss davon erfährt, macht sie sich sofort auf die Suche nach Peeta. Dieser wurde nach eigener Aussage von Cato (dem männlichen Tribut aus Distrikt zwei) schwer verletzt. Sie findet Peeta perfekt getarnt, jedoch halbtot unter einem Felsvorsprung und pflegt ihn, so gut es geht. Wieder spielen sie das tragische Liebespaar, um Sponsoren zu bekommen. Die Spielmacher verkünden, dass am Füllhorn Rucksäcke für die restlichen Tribute bereitgestellt wurden, die das enthalten, was diese am meisten benötigen. Peeta und Katniss vermuten, dort Medizin für Peetas Bein zu finden. Jedoch möchte er nicht, dass sie dorthin geht, aus Angst, sie könnte getötet werden. Daraufhin lässt Haymitch, der Mentor beider Tribute und Regler der Sponsorengeschenke, Katniss einen Schlafsirup zukommen, mit dem sie Peeta ruhigstellt. Am Füllhorn sind, wie angekündigt, mehrere Rucksäcke. Katniss nimmt sich ihren, wird jedoch noch auf der Wiese fast von Clove getötet. Da sie jedoch respektvoll Rues Beerdigung begangen hat, wird sie von Thresh, der genau wie Rue aus Distrikt 11 stammt, gerettet.
In ihrem Versteck gibt Katniss Peeta die Spritze, die sich in ihrem Beutel befand. Daraufhin verliert Katniss wegen ihrer Schnittwunde, die sie beim Kampf gegen Clove erhalten hat, das Bewusstsein und Peeta kümmert sich um sie.
Als der Bach, der als ihre Trinkwasserquelle diente, vollkommen ausgetrocknet ist, wird ihnen klar, dass die Spielemacher die verbliebenen Tribute (Peeta, Katniss und Cato) an der nunmehr einzigen Wasserquelle, dem See, zusammentreiben wollen. Doch bevor es dort zum Kampf zwischen ihnen und Cato kommen kann, tauchen von den Spielmachern ins Leben gerufene Mutationen auf. Es handelt sich um Wölfe, die so aussehen wie die bereits getöteten Tribute. Sie greifen Katniss, Peeta und Cato an. Letzten Endes fällt Cato im Kampf vom Füllhorn und wird von den Mutationen so lange gequält, bis sein Flehen Katniss dazu bringt, ihn mit einem Pfeil zu erschießen. Nachdem sie und Peeta nun eigentlich aufgrund der neuen Regel gewonnen haben müssten, lassen die Spielmacher eine weitere Durchsage verlauten. In dieser heißt es, dass die Regeländerung, die zwei Sieger erlaubt, wieder zurückgenommen wird. Weder Katniss noch Peeta wollen den jeweils anderen töten. Katniss verabredet mit Peeta, dass beide gleichzeitig Selbstmord durch giftige Beeren begehen. Da institutionell kein Hungerspiel ohne einen Sieger enden darf, geraten die Spielemacher in Panik und beenden im letzten Moment die Hungerspiele doch noch mit zwei Siegern. Dies bringt Katniss aber den Zorn des Kapitols ein, da sie es geschafft hat, den Hungerspielen ihre Regeln aufzuzwingen.

## Tribute der 74. Hungerspiele
| Distrikt | Personen                 | Bemerkung |
| -------- | ------------------------ | --- |
| 1        | Glimmer                  | Sie wird von Katniss umgebracht, indem Katniss Jägerwespen auf sie loslässt. |
| 1        | Marvel (laut Band zwei)  | Er tötet Rue und wird dafür von Katniss mit einem Pfeil in den Hals getroffen. Er erstickt an seinem eigenen Blut, als er den Pfeil herauszieht. |
| 2        | Clove                    | Thresh schlägt mit einem Stein Cloves Schläfe ein. |
| 2        | Cato                     | Cato ist der letzte, der stirbt. Er wird von wolfsähnlichen, genmanipulierten Monstern zerfleischt, bis Katniss ihn mit einem Pfeil von seinem Leiden erlöst. |
| 3        | unbekannt                | Das Mädchen wird am ersten Tag in der Arena getötet. Der Junge wird von Cato aus Wut getötet, als sich herausstellt, dass die Sprengfalle, die der Junge gebaut hat, die „Karrieretribute“ die Vorräte kostete.                                                                                      |
| 4        | unbekannt                | Der Junge wird am ersten Tag getötet. Das Mädchen wird am fünften Tag von Katniss umgebracht, die ein Jägerwespennest auf die „Karrieretribute“ fallen lässt. |
| 5        | Fuchsgesicht (Spitzname) | Fuchsgesicht hält es dank ihrer überragenden Intelligenz lange in der Arena aus. Am Ende stirbt sie wegen Peetas Unwissenheit: Er sammelt giftige Beeren. Fuchsgesicht beobachtet ihn und kommt zu dem Schluss, die Beeren seien essbar. Es handelt sich bei diesen jedoch um giftige „Nachtriegel“. |
| 5        | unbekannt                | Der Junge wird am ersten Tag getötet. |
| 6        | unbekannt                | Beide Tribute werden am ersten Tag getötet. |
| 7        | unbekannt                | Beide Tribute werden am ersten Tag getötet. |
| 8        | unbekannt                | Der Junge wird am ersten Tag getötet. Das Mädchen wird von Peeta getötet, als dieser sich den „Karrieretributen“ anschließt. Sie wird entdeckt, als sie ein Feuer macht. |
| 9        | unbekannt                | Der Junge wird am ersten Tag von Clove getötet, die ihm ein Messer in den Rücken wirft. Das Mädchen wird ebenfalls ganz zu Anfang getötet. |
| 10       | unbekannt                | Das Mädchen wird am ersten Tag getötet. Der Junge stirbt nach einigen Tagen, die Ursache bleibt unbekannt. |
| 11       | Rue                      | Rue wird im Verlauf der Spiele Katniss’ Verbündete. Das Bündnis endet, als Rue von dem Jungen aus Distrikt 1 getötet wird. Katniss schwört, die Spiele zu gewinnen und ihren Tod unvergesslich zu machen.                                                                                            |
| 11       | Thresh                   | Thresh wird kurz vor Ende der Spiele getötet, ohne dass der Grund zweifelsfrei enthüllt wird. Er steht hoch in Katniss’ Achtung, weil er sie wegen Rue verschont hat, als sie ihm schutzlos gegenüberstand.                                                                                          |
| 12       | Katniss                  | Die beiden sind die Helden der Hungerspiele, das tragische Liebespaar, das gemäß den Regeln nicht zusammen überleben darf. In der Arena schließen sie ein Bündnis und beide überleben. |
| 12       | Peeta                    | Die beiden sind die Helden der Hungerspiele, das tragische Liebespaar, das gemäß den Regeln nicht zusammen überleben darf. In der Arena schließen sie ein Bündnis und beide überleben. |

## Ausgaben
Das Buch wurde am 14. September 2008 beim amerikanischen Scholastic-Verlag erstveröffentlicht. Die deutsche Übersetzung erschien am 17. Juli 2009 beim Oetinger Verlag.
Die US-amerikanische Originalausgabe umfasst 374 und die deutsche Ausgabe 414 Seiten.

### Englische Ausgaben
- Suzanne Collins: The Hunger Games. Scholastic, New York City 2008, ISBN 0-439-02352-1. (Gebundene Ausgabe)

### Deutsche Ausgaben
- Suzanne Collins: Die Tribute von Panem – Tödliche Spiele (deutsch von Sylke Hachmeister und Peter Klöss), Oetinger Verlag, 2009, ISBN 978-3-7891-3218-6 (Gebundene Ausgabe)
- Suzanne Collins: Die Tribute von Panem – Tödliche Spiele (Filmausgabe), Oetinger Verlag, 2012, ISBN 978-3-7891-3222-3 (Broschiert)

### Hörbuch
- Suzanne Collins: Die Tribute von Panem – Tödliche Spiele, Oetinger Verlag, 2010, ISBN 978-3-8373-0515-9. (Gelesen von Maria Koschny)

- Die US-amerikanische Ausgabe liest Carolyn McCormick.

## Auszeichnungen
- 2009 mit dem Buxtehuder Bullen
- 2009 LovelyBooks Leserpreis in der Kategorie Fantasie/Science Fiction
- 2010 beim Deutschen Jugendliteraturpreis den Preis der Jugendjury in der Altersgruppe zwischen 14 und 15 Jahre
- 2018 LovelyBooks Leserpreis als Sieger in der Kategorie Das Beste aus 10 Jahren

## Verfilmung
Regisseur Gary Ross brachte im Jahr 2012 den ersten Teil der Geschichte mit Jennifer Lawrence in der Hauptrolle der Katniss Everdeen auf die Leinwand. Die Rolle des Peeta Mellark spielt Josh Hutcherson. Der Film spielte weltweit über 694 Millionen US-Dollar in die Kassen ein.